# Список лідерів кінопрокату Латвії 2008
Список лідерів кінопрокату Латвії 2008 року містить анотоване перерахування фільмів, які займали перше місце в Латвії за підсумками зборів кожного з тижнів 2008 року з сумою понад $100,000. Список заснований на остаточних сумах, зароблених фільмами з продажу квитків у кінотеатрах. Прибуток від відеопрокату, показу телебаченням тощо не враховується. Суми вказуються у доларах США і не враховують інфляцію. Суми касових зборів наведені за даними сайту Box Office Mojo.
| #  | Назва фільму                                    | Країна                        | Збори в Латвії, $ |
| -- | ----------------------------------------------- | ----------------------------- | ----------------- |
| 1  | Подорож до центру Землі                         | США                           | 601 841           |
| 2  | Секс і місто                                    | США                           | 536 817           |
| 3  | Квант милосердя                                 | Велика Британія США           | 389 579           |
| 4  | Мадагаскар 2                                    | США                           | 367 538           |
| 5  | Мамма Міа!                                      | Велика Британія США Швеція    | 339 005           |
| 6  | Панда Кунг-Фу                                   | США                           | 317 362           |
| 7  | Індіана Джонс і королівство кришталевого черепа | США                           | 302 753           |
| 8  | Мумія: Гробниця імператора драконів             | США КНР Німеччина             | 297 405           |
| 9  | Хенкок                                          | США                           | 294 134           |
| 10 | Особливо небезпечний                            | США Німеччина Росія           | 281 795           |
| 11 | Пригоди у Веґасі                                | США                           | 268 518           |
| 12 | 10 тисяч років до нашої ери                     | США                           | 238 988           |
| 13 | Хортон                                          | США                           | 227 943           |
| 14 | Двадцять одне                                   | США                           | 219 076           |
| 15 | Темний лицар                                    | США                           | 218 110           |
| 16 | ВОЛЛ·І                                          | США                           | 204 749           |
| 17 | Найкращий фільм                                 | Росія                         | 194 932           |
| 18 | Крок уперед 2: Вулиці                           | США                           | 164 158           |
| 19 | Австралія                                       | Австралія США Велика Британія | 161 220           |
| 20 | Будь кмітливим                                  | США                           | 151 584           |
| 21 | Сутінки                                         | США                           | 150 831           |
| 22 | Астерікс на Олімпійських іграх                  | Франція                       | 149 931           |
| 23 | Вікі Крістіна Барселона                         | Іспанія США                   | 146 641           |
| 24 | Не займайте Зохана                              | США                           | 142 423           |
| 25 | Телепорт                                        | США                           | 141,702           |
| 26 | Ще одна з роду Болейн                           | Велика Британія США           | 137,961           |
| 27 | Золото дурнів                                   | США Австралія                 | 130 928           |
| 28 | Я — легенда                                     | США                           | 129 388           |
| 29 | Залізна людина                                  | США                           | 126 835           |
| 30 | Спокута                                         | Велика Британія Франція       | 124 863           |
| 31 | День, коли Земля зупинилась                     | США Канада                    | 124 445           |
| 32 | Після прочитання спалити                        | США Велика Британія Франція   | 124 064           |
| 33 | 27 весіль                                       | США                           | 121 107           |
| 34 | Адмірал                                         | Росія                         | 119 688           |
| 35 | Знайомство зі спартанцями                       | США                           | 118 587           |
| 36 | Дівчина мого найкращого друга                   | США                           | 108 241           |
| 37 | Перевізник 3                                    | Франція                       | 107,323           |
| 38 | P. S. Я кохаю тебе                              | США                           | 102 740           |
| 39 | Дзеркала                                        | США Румунія Німеччина         | 100 785           |
| 40 | Хлопці будуть в захваті                         | США                           | 100 412           |